# Robinson, Kansas
Robinson är en ort i Brown County i Kansas. Vid 2020 års folkräkning hade Robinson 183 invånare.